# Nine Types of Light
Nine Types of Light è il quarto album discografico dei TV on the Radio, pubblicato nel 2011.
Si tratta dell'ultimo album realizzato col gruppo dal bassista e polistrumentista Gerard Smith, deceduto un mese dopo la pubblicazione del disco per un cancro al polmone.
L'album è stato accompagnato da un film-documentario diretto da Tunde Adebimpe.

## Tracce
1. Second Song – 4:22
2. Keep Your Heart – 5:43
3. You – 4:05
4. No Future Shock – 4:03
5. Killer Crane – 6:15
6. Will Do – 3:46
7. New Cannonball Blues – 4:34
8. Repetition – 3:46
9. Forgotten – 3:40
10. Caffeinated Consciousness – 3:21

## Formazione
TV on the Radio
- Tunde Adebimpe – voce, loops, tastiere
- Jaleel Bunton – batteria, basso, chitarra, programmazione, organo, synth, voce
- Kyp Malone – voce, chitarra, basso, synth, clarinetto, flauto, viola
- David Andrew Sitek – programmazione, synth, chitarra, basso, sampler, voce
- Gerard Smith – basso, organo, synth, sampler, voce

Additional musicians
- Priscilla Ahn – cori
- Stuart Bogie, Peter Hess, Michael Irwin, Kevin Moehringer, Todd Simon – corni
- Gillian Rivers, Kenny Wang, Lauren Weaver – archi
- Dan Huron – percussioni